# Hamza El-Fariq
Hamza El-Fariq (* 11. Oktober 1990) ist ein marokkanischer Fußballschiedsrichter.
Seit 2023 steht El-Fariq als Hauptschiedsrichter und Videoschiedsrichter auf der Liste der FIFA-Schiedsrichter und leitet internationale Fußballpartien.
Beim U-17-Afrika-Cup 2025 in Marokko leitete El-Fariq insgesamt drei Spiele, darunter zwei Gruppenspiele und ein Viertelfinale. Zudem war er bei der Klub-Weltmeisterschaft 2023 in Saudi-Arabien und bei der Klub-Weltmeisterschaft 2025 in den Vereinigten Staaten als Videoschiedsrichter im Einsatz.